# Neoserica mukdahan
Neoserica mukdahan är en skalbaggsart som beskrevs av Miyake, Yamaguchi och Aoki 2002. Neoserica mukdahan ingår i släktet Neoserica och familjen Melolonthidae. Inga underarter finns listade i Catalogue of Life.